# THE MYTH/神話
『THE MYTH/神話』（ザ ミス しんわ、原題：神話、英題：The Myth）は、2005年の香港・中国合作映画。主演はジャッキー・チェン、原案・監督はスタンリー・トン。
2009年には中国でテレビドラマ化された。

## ストーリー
紀元前220年。モンイー（蒙毅）将軍は秦の始皇帝の近衛将軍として、朝鮮から迎える妃のユシュウ姫の警護を任されていた。国境で彼女の婚約者、チェ将軍と激しい闘いの末、妃を守り抜いた。
一方、現代。考古学者のジャックは、インドの霊廟で財宝を発見。しかし、墓泥棒としてインド警察から追われ、命からがら香港に戻る。
そんな彼の元に、邪悪で貪欲なかつての恩師グーが登場。グーは“永遠の命”を欲するために、ジャックに危険な仕事を持ちかけるのだった。

## キャスト
- モンイー（蒙毅）将軍／ジャック：ジャッキー・チェン（日本語吹替 石丸博也）
- ユシュウ（玉漱）姫：キム・ヒソン（宮島依里）
- ウィリアム：レオン・カーフェイ（堀内賢雄）
- サマンサ：マリカ・シェラワット（林真里花）
- マギー：マギー・ラウ（園崎未恵）
- インドの老師：ラム・ゴーパル・バジャイ
- グー（古）教授：スン・チョウ
- 南宮彦将軍：シャオ・ピン
- チェ将軍：チェ・ミンス（特別出演）（相沢正輝）
- 徐貴将軍：パトリック・タム（特別出演）

## スタッフ
- 原案・監督：スタンリー・トン
- 脚本：スタンリー・トン、ワン・ホエリン、リー・ハイシュ
- 撮影：ウォン・ウィンハン
- 美術：オリバー・ウォン
- 音楽：ネイサン・ウォン、ゲイリー・チェイス
- 衣装：トーマス・チョン
- ED「神話」ハン・ホン
- ED「エンドレス・ラブ」スン・ナン
- 挿入曲：「エンドレス・ラブ」ジャッキー・チェン、キム・ヒソン
- 日本語吹替版演出：市来満

## 続編および姉妹編
2017年には続編として『カンフー・ヨガ』が製作された。また、2024年の『A LEGEND/伝説』はシリーズの続編ではなく姉妹編である。

## テレビドラマ
『THE MYTH 神話』（ザ ミス しんわ、原題：神話）は、映画『THE MYTH/神話』を原作としてリメイクし、2009年に中国で製作されたテレビドラマ。全50話。輪廻転生が題材だった映画版とは違って、タイムスリップがテーマとなっており、ストーリーや登場人物も異なる。
日本ではMATVムービーアジア、衛星劇場にて放送。最初にDVD化された際の邦題は『THE MYTH 神話』だが、衛星劇場での邦題は『神話〜時空を越えた愛』である。

### キャスト
- イー・シャオチュアン／蒙毅：フー・ゴー
- 玉漱：バイ・ビン
- ガオ・ラン／虞姫：アリーナ・ジャン
- ガオ・ヤオ／趙高：チャン・シー
- イー・ダーチュアン：レン・チュアン
- 劉邦：リー・イーシャン
- 呂雉：チェン・ズーハン
- 項羽：タン・カイ
- 蒙恬：アレン・ティン
- 呂素（中国語版）：キム・シャー
- 始皇帝：ザン・ジンシェン

### スタッフ
- 監督：ジャン・ジァーシュン
- 総合プロデュース：ジャッキー・チェン
- 芸術総監督：スタンリー・トン